# Nephrodium stenopteron
Nephrodium stenopteron là một loài thực vật có mạch trong họ Dryopteridaceae. Loài này được (Baker) Diels miêu tả khoa học đầu tiên năm 1899.